# Elizabeth Alkin
Elizabeth Alkin (c. 1600 – c. 1655) foi editora, enfermeira e espiã das forças parlamentares durante a Guerra Civil Inglesa. Entre os muitos nomes depreciativos pelos quais foi chamada pelos simpatizantes monarquistas, o de Joana do Parlamento é um pelo qual ela também é comumente conhecida.

## Atuação durante a Guerra Civil Inglesa
Embora nada se saiba sobre Elizabeth até 1645, sua data de nascimento é considerada por volta de 1600 em razão de comentários sobre sua idade feitos mais tarde. Francis Alkin, seu marido, era um espião dos Parlamentares que foi enforcado pelas forças monarquistas no início da Guerra Civil Inglesa, em decorrência de suas atividades. Ela era mãe de três filhos.
Em 1645, Alkin foi contratada pelo Conde de Essex e Sir William Waller, para ser uma espiã dos Parlamentares. Ela recebeu uma comissão semelhante de Sir Thomas Fairfax dois anos depois. Registros parlamentares mostram que em 1645 ela recebeu pagamento do Comitê para o Adiantamento de Dinheiro por descobrir as atividades de George Mynnes, um comerciante de ferro baseado em Surrey, que estava fornecendo metal para as forças monarquistas.
No século XVII, as notícias diárias eram publicadas em jornais que tendiam a ser pequenas publicações de oito páginas, os precursores dos jornais. Eles eram geralmente vendidos na rua pelo que o historiador Bob Clarke descreve como "vendedoras ambulantes semi-desamparadas, conhecidas como Mulheres de Mercúrio". As publicações que apoiavam a causa monarquista foram fechadas e os editores processados. Alkin se envolveu na descoberta dos responsáveis pela publicação. Em 1648, os jornais monarquistas Mercurius Melancholicus e Parliament Kite se referiram às suas tentativas de descobri-los, e no ano seguinte o Mercurius Pragmaticus dizia que ela podia "farejar um homem leal assim como o melhor cão de caça do exército".
Embora Alkin tenha atuado como uma das vendedoras de jornais, entre 1650 e 1651 ela publicou vários jornais de curta duração, incluindo The Impartial Scout, The Moderne Intelligencer, Mercurius Anglicus (anteriormente um título monarquista do qual ela se apropriou) e Mercurius Scoticus, ou, The Royal Messenger. Clarke acredita que Alkin pode ter usado títulos anteriormente monarquistas, ou nomes que soassem monarquistas para ganhar a confiança dos simpatizantes monarquistas e fazê-los revelar a localização de impressores ilícitos. O historiador Marcus Nevitt discorda e argumenta que Alkin estava "reapropriando títulos realistas para consumo parlamentar". No total, ela produziu dez edições de cadernos com títulos diferentes.
Um dos que ela descobriu foi William Dugard, que dirigia quatro prensas na Merchant Taylors' School em Londres. Dugard foi preso em fevereiro de 1650. No ano seguinte, ela recebeu dez libras por descobrir os impressores da obra de Edward Hall, Manus testium lingua testium, e recebeu outra recompensa do Comitê para o Avanço de Dinheiro por outros serviços desconhecidos.

## Pós Guerra Civil
Em 1653, durante a Primeira Guerra Anglo-Holandesa, Alkin auxiliou Daniel Whistler na criação de uma rede de estações de recepção de vítimas inglesas e holandesas em Portsmouth, Harwich e East Anglia.
Alkin fez reivindicações financeiras do Estado por seu trabalho como enfermeira, algumas das quais foram pagas, embora uma petição de 1654 se refira à sua doença grave. A mesma carta afirmava que ela teve que vender muitos de seus bens, incluindo sua cama. Uma petição por alívio financeiro de maio de 1655 é a última nota registrada sobre ela, e presume-se que ela morreu logo depois.